# 安德鲁·弗拉霍夫
安德鲁·米切尔·弗拉霍夫 OAM（1969年4月1日—），澳大利亚前职业篮球运动员，1991年至2002年间效力于澳大利亚国家篮球联赛（NBL）。他还曾代表澳大利亚参加1988年夏季奥运会、1992年夏季奥运会、1996年夏季奥运会和2000年夏季奥运会男子篮球比赛。